# C4H4N2O
化学式C4H4N2O（摩尔质量：96.09 g/mol）可以指：
- 嘧啶酮
  - 2-嘧啶酮，CAS号：557-01-7 
  - 4-嘧啶酮，CAS号：4562-27-0
- 二(氰甲基)醚，CAS号：19273-89-3
- 咪唑甲醛
  - 咪唑-1-甲醛，CAS号：3197-61-3 
  - 咪唑-2-甲醛，CAS号：10111-08-7 
  - 咪唑-4-甲醛，CAS号：3034-50-2
- 吡唑甲醛
  - 吡唑-3-甲醛，CAS号：3920-50-1 
  - 吡唑-4-甲醛，CAS号：35344-95-7
- N-氧化吡嗪，CAS号：2423-65-6
- 3-异氰酸丙腈，CAS号：51915-16-3

|  | 这个同类索引页列出了具有相同分子式的化学物（即同分異構體）条目。 除非您是有意链接至本页，否则应将相应条目的内部链接指向正确的条目。 |